# Empis probata
Empis probata är en tvåvingeart som beskrevs av Collin 1928. Empis probata ingår i släktet Empis och familjen dansflugor. Inga underarter finns listade i Catalogue of Life.